# J/FPS-3
J/FPS-3は、航空自衛隊の警戒管制レーダー装置。レーダーサイト用の大型固定3次元レーダーであり、開発は技術研究本部、製作は三菱電機が担当して、1992年から1999年にかけて計7基が取得された。また17中防に基づきミサイル防衛に対応して改修されることになり、平成20・21年度に改修が行われた。

## 来歴
航空自衛隊では、自動警戒管制組織の建設にあわせてレーダーサイトに国産の3次元レーダーを導入することになり、1972年よりJ/FPS-1（F-3D）の運用を開始した。しかし全国28ヶ所のレーダーサイトに対して、J/FPS-1が配備されたのは7ヶ所、よりコンパクトなJ/FPS-2も11ヶ所に留まった。残りのサイトはアメリカ空軍から引き継いだAN/FPS-20捜索レーダー（あるいはその派生型）およびAN/FPS-6測高レーダーの使用を継続していた。これらのアメリカ製レーダーは順次に近代化改修が図られていたとはいえ、その後継として、1990年代以降の航空脅威に対処できるレーダーの開発が求められるようになった。1981年12月、航空自衛隊は次期警戒管制レーダー装置の運用要求書を作成し、1982年1月には航空幕僚監部による要求性能書が決定されて、3月には技術研究本部に対する開発要求書が発出された。
一方、技術研究本部では既に1967年よりフェーズドアレイレーダーの研究を進めており、昭和46年度には最初の実験装置である「電子走査アクティブ空中線装置」を研究試作、続いて昭和47～48年度でSバンドの「新方式レーダ（その1）」を試作した。これは目黒の第1研究所12号館屋上に設置されて、羽田上空の航空機を捉えることに成功したが、これはアクティブ・フェーズドアレイ方式として日本初の成果であった。これらの成果を踏まえて、上記の開発要求書に先行する1979年より、既に東芝と日本電気、そして三菱電機の参加・協力のもとで、将来の警戒管制レーダーに関する部内研究が着手されていた。
1983年11月には試作機担当会社が三菱電機に決定され、技術研究本部を中心として官民一体となった設計製造が開始された。1986年10月より飯岡試験場において技術試験が開始され、1987年6月までにレーダー覆域の飛行試験36ソーティを実施して、実環境における基本的な機能・性能の確認を行った。また7月からは実用試験も同時に実施されて、地上試験および計171ソーティの飛行試験により技術的評価を行った。技術試験の成果は1989年1月の研究開発評価会議で、また実用試験の成果は同年5月の装備審査会調整部会で了承されて、1989年6月には部隊使用承認が下りた。開発経費は43億円とされる。
初号機は1992年3月31日に経ヶ岬分屯基地に配備されて、運用試験ののち、同年9月より運用を開始した。その後、1999年にかけて計7基が取得された

## 設計
予想される航空脅威に対処できるレーダーは、主侵攻方向に対する探知能力の大幅な向上とともに、高機動目標の追尾能力の向上も求められた。1つのレーダーでこれら2つの要求を両方とも実現することは困難であり、それぞれの狙いを明確にした遠距離用と近距離用の2つのレーダーで構成することとなった。これら2つのレーダーを分散配置することで、システムとしての抗堪性も向上させられるものと期待された。
これらのレーダーでは、素子アンテナごとに半導体マイクロ波送受信モジュールを有する半導体アクティブ・フェーズドアレイ・アンテナが採用された。これは、電子走査による柔軟なビーム制御が可能で、また大電力・高感度受信化による小目標探知も可能な点に着目したものであった。ビーム走査用の移相器にはダイオード移相器を、送信電力の増幅用には電界効果トランジスタ（FET）増幅器をそれぞれ用いている。またアンテナ素子に電力を分配するための電力分配器には、軽量・小型のストリップライン型を用いている。
遠距離用空中線装置
2次元（方位・仰角）走査方式。アンテナは数千素子から構成されている。そのうちのアクティブ・モジュールは全素子数の約50パーセントであり、これらのアクティブ・モジュールの配列は均等ではなく、サイドローブ特性の要求から、間引きした配列（シニング）を行っている。
近距離用空中線装置
時系列的に複数ビームを用いた1次元（垂直面内）走査方式。アンテナ素子数は遠距離用空中線装置の約2倍程度であるが、アクティブ・モジュール数は約20パーセント以下である。なおサイドローブ特性の要求から、アンテナの励振振幅にはウェイティングをかけている。
システム構成としては、これらの空中線装置のほか、信号処理装置および表示制御装置等から構成されている。遠・近距離用空中線装置のそれぞれに、対レーダーミサイルを誤誘導させてアンテナを保護するための擬似電波発生装置（デコイ）も設けられている。
上記の通り、本システムでは分散配置化による抗堪性の向上を図っているが、この際に光ケーブルを用いた遠距離・高速・大容量データ伝送技術を警戒管制レーダーで初めて採用し、レーダーアンテナとオペレーションルーム等を隔離する事によって要員・器材の安全確保を可能とした。また信号処理装置などは地下に設置されており、更に抗堪性を向上させている。
なお17中防に基づいて、本システムをミサイル防衛に対応して改修することになり、平成20・21年度に改修が行われてJ/FPS-3改となった。

## 運用史

### 配備基地
- 経ヶ岬分屯基地（第35警戒隊：1号機）
- 加茂分屯基地（第33警戒隊：2号機）
- 大滝根山分屯基地（第27警戒群〈現・第27警戒隊〉：3号機）
- 当別分屯基地（第45警戒群〈現・第45警戒隊〉：4号機）
- 輪島分屯基地（第23警戒群〈現・第23警戒隊〉：5号機）
- 背振山分屯基地（第43警戒群〈現・第43警戒隊〉：6号機）
- 笠取山分屯基地（第1警戒群〈現・第1警戒隊〉：7号機）

### 輸出
2018年、三菱電機はタイ王国軍が更新を予定する防空レーダーの入札に、タイ軍側の要求に合わせたJ/FPS-3のダウングレード版で応札したが失注し、タイ王国軍はスペインのインドラ・システマス社の三次元レーダを購入した。

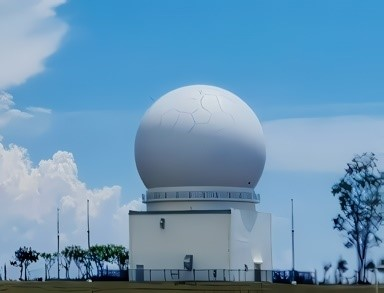
フィリピン国防省に納入されたFPS-3ME

2020年、フィリピン空軍の防空レーダーの入札にて三菱電機が開発・製造する固定式レーダー3基、移動式レーダー1基が落札された。3月4日に落札通知が発行され、契約額は55億ペソ（1億300万ドル）。同社が固定式レーダーJ/FPS-3、移動式レーダーJTPS-P14を開発した経験から新たに開発する内容である。2020年8月25日、契約が成立した。2014年に武器輸出基準として「防衛装備移転三原則」を決定後、国産防衛装備の完成品の輸出は初めてのことである。2023年11月2日、三菱電機は固定式レーダーの1基目をフィリピン空軍に納入したと発表した。